# سیلروس
سیلروس (به اسپانیایی: Cilleros) یک منطقهٔ مسکونی در اسپانیا است که در استان کاسرس واقع شده‌است. سیلروس ۲۰۸ کیلومتر مربع مساحت دارد.